# AMPL
AMPL，名稱源自於數學程式語言（英語：A Mathematical Programming Language）的縮寫，一種代数建模语言，用以解決與描述大規模數學運算中的高度複雜問題。
最早於1985年由貝爾實驗室的羅伯特·傅里葉（Robert Fourer）、大衛·蓋伊（David Gay）、布萊恩·柯林漢所共同創造。

## 外部連結
- 官方网站
- Prof. Fourer's home page at 西北大学

Template:數學最佳化軟體